# Grumello Cremonese ed Uniti
Grumello Cremonese ed Uniti es una localidad y comune italiana de la provincia de Cremona, región de Lombardía, con 1.947.(2007) habitantes.

## Evolución demográfica
| Gráfica de evolución demográfica de Grumello Cremonese ed Uniti entre 1861 y 2001 |
|                                                                                   |
| Fuente ISTAT - elaboración gráfica de Wikipedia                                   |